# Episodi di Robot Chicken (sesta stagione)
La sesta stagione della serie animata Robot Chicken, composta da 20 episodi, è stata trasmessa negli Stati Uniti da Adult Swim dal 16 settembre 2012 al 17 febbraio 2013.
In Italia la stagione è stata interamente pubblicata il 14 settembre 2016 su TIMvision.
| n° | Titolo originale                                | Titolo italiano                                                        | Prima TV USA      | Pubblicazione Italia |
| -- | ----------------------------------------------- | ---------------------------------------------------------------------- | ----------------- | -------------------- |
| 1  | Executed by the State                           | Giustiziato dallo Stato                                                | 16 settembre 2012 | 14 settembre 2016    |
| 2  | Crushed by a Steamroller on My 53rd Birthday    | Schiacciato da un rullo compressore a vapore per il mio 53º compleanno | 23 settembre 2012 | 14 settembre 2016    |
| 3  | Punctured Jugular                               | Giugulare bucherellata                                                 | 30 settembre 2012 | 14 settembre 2016    |
| 4  | Poisoned by Relatives                           | Avvelenato da parenti                                                  | 7 ottobre 2012    | 14 settembre 2016    |
| 5  | Hurtled from a Helicopter into a Speeding Train | Passato sfrecciando da un elicottero a un treno in corsa               | 14 ottobre 2012   | 14 settembre 2016    |
| 6  | Disemboweled by an Orphan                       | Sventrato da un orfano                                                 | 21 ottobre 2012   | 14 settembre 2016    |
| 7  | In Bed Surrounded by Loved Ones                 | A letto circondato dai tuoi cari                                       | 28 ottobre 2012   | 14 settembre 2016    |
| 8  | Choked on Multi-Colored Scarves                 | Strozzato con sciarpe multicolori                                      | 4 novembre 2012   | 14 settembre 2016    |
| 9  | Hemlock, Gin and Juice                          | Cicuta, gin e succo                                                    | 11 novembre 2012  | 14 settembre 2016    |
| 10 | Collateral Damage in Gang Turf War              | Danni collaterali in disputa territoriale tra gang                     | 18 novembre 2012  | 14 settembre 2016    |
| 11 | Eviscerated Post-Coital by a Six Foot Mantis    | Eviscerato post-coitale a opera di una mantide di 2 metri              | 2 dicembre 2012   | 14 settembre 2016    |
| 12 | Butchered in Burbank                            | Massacrato a Burbank                                                   | 9 dicembre 2012   | 14 settembre 2016    |
| 13 | Robot Chicken's ATM Christmas Special           | Speciale di Natale di Robot Chicken                                    | 16 dicembre 2012  | 14 settembre 2016    |
| 14 | Papercut to Aorta                               | Taglio da carta fino all'aorta                                         | 6 gennaio 2013    | 14 settembre 2016    |
| 15 | Caffeine-Induced Aneurysm                       | Aneurisma indotto dalla caffeina                                       | 13 gennaio 2013   | 14 settembre 2016    |
| 16 | Eaten by Cats                                   | Mangiato dai gatti                                                     | 20 gennaio 2013   | 14 settembre 2016    |
| 17 | Botched Jewel Heist                             | Rapina in gioielleria raffazzonata                                     | 27 gennaio 2013   | 14 settembre 2016    |
| 18 | Robot Fight Accident                            | Incidente di guerra tra robot                                          | 3 febbraio 2013   | 14 settembre 2016    |
| 19 | Choked on a Bottle Cap                          | Strozzato col tappo di una bottiglia                                   | 10 febbraio 2013  | 14 settembre 2016    |
| 20 | Immortal                                        | Immortale                                                              | 17 febbraio 2013  | 14 settembre 2016    |

## Giustiziato dallo Stato

La sirena che verrà utilizzata per il logo di Starbucks

- Titolo originale: Executed by the State
- Diretto da: Zeb Wells
- Scritto da: Matthew Beans, Mike Fasolo, Jessica Gao, Seth Green, Matthew Senreich e Zeb Wells

### Trama
I G.I. Joe affronteranno la più grande sfida di sempre; scopriranno cosa significa davvero essere vegetariani; risponderanno agli interrogativi che circondano il famoso logo di Starbucks; e Figli del popcorn, con Orville Redenbacher.

## Schiacciato da un rullo compressore a vapore per il mio 53º compleanno
- Titolo originale: Crushed by a Steamroller on My 53rd Birthday
- Diretto da: Zeb Wells
- Scritto da: Matthew Beans, Mike Fasolo, Jessica Gao, Seth Green, Matthew Senreich e Zeb Wells

### Trama
Vedremo cosa i creatori immaginano che accada dopo un concerto di Alvin e i Chipmunks; Mary Poppins è quel tipo di tata che ci piacerebbe avere in casa; scopriremo come mai P.E. Baracus odia così tanto volare; i creatori mettono i G.I. Joe in un vero contesto di guerra in Afghanistan.

## Giugulare bucherellata
- Titolo originale: Punctured Jugular
- Diretto da: Zeb Wells
- Scritto da: Matthew Beans, Mike Fasolo, Jessica Gao, Seth Green, Matthew Senreich e Zeb Wells

### Trama
Robot Chicken promuove Fast and furious 6; vedremo Wilson di Cast away in un ruolo alla Jason Bourne; scopriremo cosa fa Oddjob nel suo giorno libero; gli autori immaginano quanto sarebbe diverso Scooby-Doo se Lisbeth Salander si unisse al gruppo.

## Avvelenato da parenti
- Titolo originale: Poisoned by Relatives
- Diretto da: Zeb Wells
- Scritto da: Matthew Beans, Mike Fasolo, Jessica Gao, Seth Green, Matthew Senreich e Zeb Wells

### Trama
La verità dietro la morte di Osama Bin Laden secondo Robot Chicken; una strana flotta di aerei prende il volo durante la Seconda Guerra Mondiale; Re Don comanda con il pugno di ferro e un cremoso ripieno; vedremo cosa succede quando alcuni personaggi dei cartoni sovrappeso partecipano a Il mio grosso, grasso perdente.

## Passato sfrecciando da un elicottero a un treno in corsa
- Titolo originale: Hurtled from a Helicopter into a Speeding Train
- Diretto da: Zeb Wells
- Scritto da: Matthew Beans, Mike Fasolo, Mehar Sethi, Seth Green, Matthew Senreich e Zeb Wells

### Trama
La Terra di Mezzo non sarà più la stessa dopo che Robot Chicken avrà preso di mira Il signore degli anelli; immaginiamo cosa accade quando il profeta Elia finalmente si presenta per il Seder di Pesach; Elliott ed E.T. hanno un'altra avventura; Ben 10 riceve un inaspettato regalo di compleanno; i creatori riportano indietro Capitan Planet per cercare di salvare la Terra.

## Sventrato da un orfano
- Titolo originale: Disemboweled by an Orphan
- Diretto da: Zeb Wells
- Scritto da: Matthew Beans, Mike Fasolo, Mehar Sethi, Seth Green, Matthew Senreich e Zeb Wells

### Trama
Le nostre menti perverse vedono Scheggia di Cip & Ciop Agenti Speciali in un altro modo; gli autori immaginano cosa potrebbe accadere se il cappello di Frosty atterrasse sopra ad altre cose; abbiamo sempre amato i Masters of the Universe, perciò vi mostreremo come due turisti, a Eternia, finiscono invischiati in una battaglia tra He-Man e Skeletor.

## A letto circondato dai tuoi cari
- Titolo originale: In Bed Surrounded by Loved Ones
- Diretto da: Zeb Wells
- Scritto da: Matthew Beans, Mike Fasolo, Jessica Gao, Seth Green, Matthew Senreich e Zeb Wells

### Trama
I creatori di Robot Chicken ci mostrano come mai non è il caso di fare scherzi a Capo Apache; ci immergeremo nel mondo delle Lego; cos'accadrebbe se ci sbarazzassimo di tutti i lupi? I creatori ci mostrano come i bei tempi che furono presentano il conto al Capitano Kirk.

## Strozzato con sciarpe multicolori
- Titolo originale: Choked on Multi-Colored Scarves
- Diretto da: Zeb Wells
- Scritto da: Matthew Beans, Rachel Bloom, Mike Fasolo, Jessica Gao, Seth Green, Jason Reich, Matthew Senreich e Zeb Wells

### Trama
Il Nerd di Robot Chicken diventa un personaggio di Team Fortress; Steven Spielberg cede alle pressioni e dirige un remake; She-Ra si mette nei panni del suo cavallo, Swift Wind; e vi mostreremo il nuovo piano di Skeletor per conquistare Eternia.

## Cicuta, gin e succo
- Titolo originale: Hemlock, Gin and Juice
- Diretto da: Zeb Wells
- Scritto da: Matthew Beans, Mike Fasolo, Seth Green, Breckin Meyer, Jason Reich, Matthew Senreich, Erik Weiner e Zeb Wells

### Trama
Ecco come immaginiamo sia andata la festa per i quindici anni di Dora l'esploratrice; capirete perché gli Angry Birds sono diventati così arrabbiati; e gli autori riserveranno al Trenino Thomas un finale esplosivo.

## Danni collaterali in disputa territoriale tra gang
- Titolo originale: Collateral Damage in Gang Turf War
- Diretto da: Zeb Wells
- Scritto da: Matthew Beans, Mike Fasolo, Seth Green, Breckin Meyer, Jason Reich, Matthew Senreich, Erik Weiner e Zeb Wells

### Trama
Scopriremo perché gli Avengers continuano a tenere Vedova Nera e Occhio di Falco nella squadra; vedremo cosa succede quando E.T. prende il controllo di un Pronto Soccorso; le nostre menti mettono Harry Potter in una situazione non così magica; gli autori gettano i personaggi di Robot Chicken in una situazione alla The Walking dead.

## Eviscerato post-coitale a opera di una mantide di 2 metri
- Titolo originale: Eviscerated Post-Coital by a Six Foot Mantis
- Diretto da: Zeb Wells
- Scritto da: Matthew Beans, Mike Fasolo, Seth Green, Breckin Meyer, Jason Reich, Matthew Senreich, Erik Weiner e Zeb Wells

### Trama
Robot Chicken crea un nuovo personaggio di Sesamo apriti; Mario e Luigi spendono tutte le monete d'oro che hanno raccolto; due carcerieri vietnamiti cercano di far parlare Rambo nella nostra rivisitazione della celebre scena del film.

## Massacrato a Burbank
- Titolo originale: Butchered in Burbank
- Diretto da: Zeb Wells
- Scritto da: Matthew Beans, Rachel Bloom, Mike Fasolo, Jessica Gao, Seth Green, Jason Reich, Matthew Senreich e Zeb Wells

### Trama
Ecco come porteremmo Monopoly sul grande schermo; Dracula invita gente a cena; la Sirenetta risale il fiume Hudson fino a giungere a New York; i personaggi di Dr. Seuss fanno una nuova conoscenza.

## Speciale di Natale di Robot Chicken
- Titolo originale: Robot Chicken's ATM Christmas Special
- Diretto da: Zeb Wells
- Scritto da: Matthew Beans, Rachel Bloom, Mike Fasolo, Jessica Gao, Seth Green, Jason Reich, Matthew Senreich e Zeb Wells

### Trama
Nello speciale natalizio di Robot Chicken, Babbo Natale per poco non si perde il Natale; Kano di Mortal Kombat trascorre le feste con la signora Cage; la nuova canzone di Justin Bieber è destinata a diventare una hit natalizia; gli autori donano agli G.I. Joe un Natale molto speciale.

## Taglio da carta fino all'aorta
- Titolo originale: Papercut to Aorta
- Diretto da: Zeb Wells
- Scritto da: Matthew Beans, Rachel Bloom, Mike Fasolo, Jessica Gao, Seth Green, Jason Reich, Matthew Senreich e Zeb Wells

### Trama
I creatori gettano Rocky e Bullwinkle in uno scenario alla "Uomini e topi" ; Badtz-Maru ha una bruttissima giornata; e infine, la nostra versione di "Hunger games" che vede coinvolti i puffi.

## Aneurisma indotto dalla caffeina
- Titolo originale: Caffeine-Induced Aneurysm
- Diretto da: Zeb Wells
- Scritto da: Matthew Beans, Mike Fasolo, Seth Green, Breckin Meyer, Jason Reich, Matthew Senreich, Erik Weiner e Zeb Wells

### Trama
Robot Chicken ci svela la verità su cosa ne è stato dell'elicottero di Airwolf; vi mostreremo la nostra visione dell'ultimo episodio di iCarly; e immaginiamo la canzone ?rappata' dal Dottor Noonian Soong dopo aver creato Data.

## Mangiato dai gatti
- Titolo originale: Eaten by Cats
- Diretto da: Zeb Wells
- Scritto da: Matthew Beans, Mike Fasolo, Seth Green, Breckin Meyer, Jason Reich, Matthew Senreich, Erik Weiner e Zeb Wells

### Trama
Vi mostriamo come se la caverebbero i Teletubbies nelle vesti dei prossimi Power Rangers; Emmett Brown non riesce a mettere a punto la sua macchina del tempo; PaRappa the Rapper diventa amico di 50 Cent nel nostro folle mondo; vedrete cosa succede quando un personaggio Lego ha un bambino.

## Rapina in gioielleria raffazzonata
- Titolo originale: Botched Jewel Heist
- Diretto da: Zeb Wells
- Scritto da: Matthew Beans, Rachel Bloom, Mike Fasolo, Jessica Gao, Seth Green, Matthew Senreich, Tom Sheppard & Zeb Wells

### Trama
I creatori propongono un nuovo rap per "pescetariani"; immaginiamo cosa succederebbe se Jason Voorhees e Michael Myers si incontrassero; Robot Chicken affronta il tema delle politiche sessuali con i personaggi Disney; e vi mostriamo il futuro delle nostre festività.

## Incidente di guerra tra robot
- Titolo originale: Robot Fight Accident
- Diretto da: Zeb Wells
- Scritto da: Matthew Beans, Rachel Bloom, Mike Fasolo, Jessica Gao, Seth Green, Matthew Senreich, Tom Sheppard & Zeb Wells

### Trama
Ripassiamo la grammatica e la matematica con i personaggi di Schoolhouse rock; gli autori di Robot Chicken scrivono la loro versione del prossimo film di Alien; il Nerd di Robot Chicken si cala nel ruolo di Cappuccetto Rosso; vi mostriamo il nuovo musical di Broadway degli Avengers.

## Strozzato col tappo di una bottiglia
- Titolo originale: Choked on a Bottle Cap
- Diretto da: Zeb Wells
- Scritto da: Matthew Beans, Rachel Bloom, Mike Fasolo, Jessica Gao, Seth Green, Matthew Senreich, Tom Sheppard & Zeb Wells

### Trama
Il gatto del Boss Artiglio verrà messo di fronte alla dura realtà; i creatori faranno attaccare la Marina Statunitense dai ?fotti-robot? in ?Fotto Attacco? ; le nostre menti immaginano come i Thundercats vengono a conoscenza del periodo del calore; Ken è stanco di sentirsi lo zerbino di Barbie e fonda il Fight Club.

## Immortale
- Titolo originale: Immortal
- Diretto da: Zeb Wells
- Scritto da: Matthew Beans, Rachel Bloom, Mike Fasolo, Jessica Gao, Seth Green, Matthew Senreich, Tom Sheppard & Zeb Wells

### Trama
Daremo un'occhiata nella sala riunioni degli Umpa Lumpa; Linguini e Remy di Ratatouille hanno una brutta serata; la rappresaglia di Sansone non va esattamente secondo i piani; la stagione termina con una nuova versione dei nostri autori di Quella casa nel bosco.